# Albert Ball

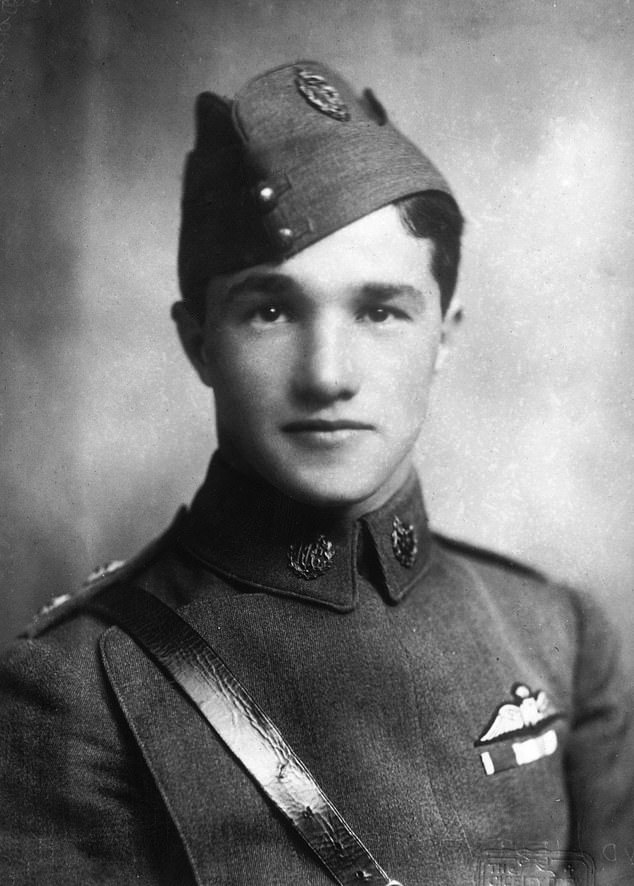
Albert Ball (1917)

Albert Ball VC, DSO & Two Bars, MC (* 14. August 1896 in Nottingham, England; † 7. Mai 1917 bei Annœullin, Frankreich) war britischer Jagdflieger des Ersten Weltkrieges und Träger des Victoria-Kreuzes. Auf der Rangliste der erfolgreichsten britischen Jagdflieger im Ersten Weltkrieg nimmt er den vierten Rang ein.

## Leben
Albert Ball wuchs in Nottingham auf. Bei Ausbruch des Ersten Weltkrieges meldete er sich freiwillig zum Militärdienst. Im Oktober 1914 wurde er zum Unterleutnant befördert, fand aber keine Verwendung an der Front in Frankreich. Ab Juni 1915 nahm Ball privat Flugstunden und bat dann um seine Versetzung zum Royal Flying Corps (RFC), die ihm gewährt wurde. Er wurde zum Militärpiloten ausgebildet und erhielt seinen Flugschein im Januar 1916. Im nächsten Monat kam er in Frankreich zum Fronteinsatz, wo er Aufklärungsflüge mit einer Royal Aircraft Factory B.E.2 durchführte. Am 27. März 1916 wurde er durch Flakfeuer abgeschossen. Er überlebte unverletzt. Ab April 1916 durfte er eine einsitzige Bristol Scout fliegen und wurde im Mai 1916 zu den Jagdfliegern versetzt. Am 16. Mai 1916 erzielte er seinen ersten Sieg im Luftkampf. Bis zum 2. Juli hatte er die Zahl seiner Abschüsse feindlicher Fluggeräte auf 7 erhöht.
Im August 1916 wurde Ball mit dem Military Cross ausgezeichnet. An seinem 20. Geburtstag wurde er zum Captain befördert und bis zum Ende des Monats August hatte er die Zahl seiner Abschüsse feindlicher Maschinen oder Fesselballons auf 17 erhöht.
Am 26. September 1916 wurde Ball mit dem Distinguished Service Order mit einer Spange ausgezeichnet. Bis zum Ende dieses Monats wurden ihm 31 Abschüsse angerechnet, was ihn zu diesem Zeitpunkt zum erfolgreichsten britischen Jagdflieger machte.

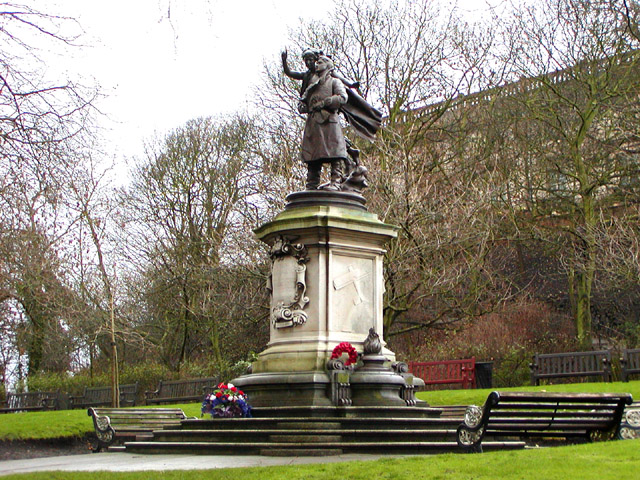
Denkmal für Albert Ball in Nottingham Castle

Ab dem 3. Oktober 1916 befand sich Ball zu einem längeren Urlaub in England. Dort wurde er am 18. November 1916 vom König empfangen. Am 25. November 1916 wurde ihm die 2. Spange zum Distinguished Service Order verliehen. Er war damit der erste Brite, dem dieser Orden dreimal verliehen wurde.
Nach unterschiedlichen Verwendungen in England kam Ball am 7. April 1917 wieder zum Fronteinsatz in Frankreich. Weitere Erfolge im Luftkampf stellten sich sofort ein.

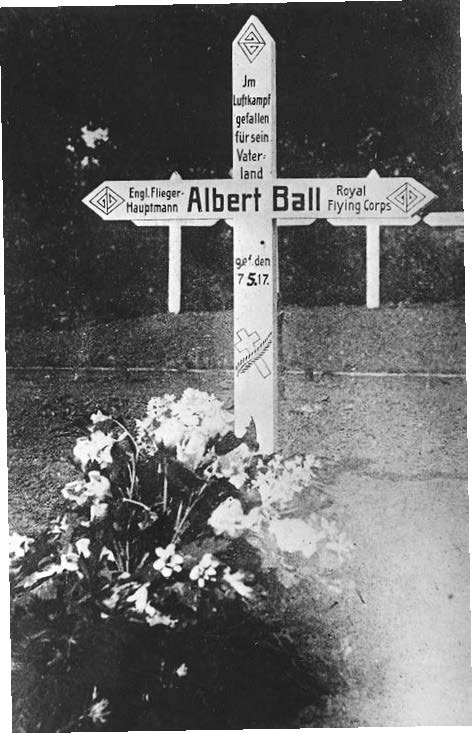
Ursprüngliches, von deutschen Soldaten errichtetes Grabkreuz für Albert Ball

Am Abend des 7. Mai 1917 wurde Albert Ball hinter der Frontlinie von Jagdfliegern der deutschen Jagdstaffel 11, vermutlich von Lothar von Richthofen, abgeschossen. Er überlebte den Absturz seiner Maschine nicht. Deutsche Truppen bargen seinen Leichnam und setzten ihn mit allen militärischen Ehren bei. Sein Grab befindet sich noch heute unter den deutschen Kriegsgräbern auf dem Gemeindefriedhof von Annœullin in Frankreich.
Am 8. Juli 1917 wurde ihm posthum das Victoria-Kreuz verliehen.

## Würdigung
Albert Ball war der erste Jagdflieger, der in weiten Kreisen des Britischen Empire aufgrund seiner Leistungen im Kriegseinsatz populär wurde. Insgesamt wurden ihm 44 Abschüsse feindlicher Maschinen oder Ballons zuerkannt.

## Hinweise und Ergänzungen
1. ↑  auch Fesselballons wurden mitgezählt
2. ↑  die Spange bedeutete, dass ihm der Orden faktisch zweimal in diesem Monat verliehen worden war.
3. ↑  vgl. das Gräberverzeichnis für diese Grabanlage. Abgerufen am 18. September 2013.

| Personendaten    | Personendaten                                 |
| ---------------- | --------------------------------------------- |
| NAME             | Ball, Albert                                  |
| KURZBESCHREIBUNG | britischer Jagdflieger des Ersten Weltkrieges |
| GEBURTSDATUM     | 14. August 1896                               |
| GEBURTSORT       | Nottingham, England                           |
| STERBEDATUM      | 7. Mai 1917                                   |
| STERBEORT        | bei Annœullin, Frankreich                     |